# Wickenburgite
La wickenburgite è un minerale.